# Trinity—Spadina (circonscription provinciale)
Circonscription électorale provinciale du Canada
Trinity—Spadina est une ancienne circonscription provinciale de l'Ontario représentée à l'Assemblée législative de l'Ontario de 1999 à 2018.

## Historique
| Législature                                                                             | Années                                                                    | Député                                                                    | Député                                                                    | Parti                                                                     |
| Trinity—Spadina issue de Fort York, St. Andrew—St. Patrick and Dovercourt               | Trinity—Spadina issue de Fort York, St. Andrew—St. Patrick and Dovercourt | Trinity—Spadina issue de Fort York, St. Andrew—St. Patrick and Dovercourt | Trinity—Spadina issue de Fort York, St. Andrew—St. Patrick and Dovercourt | Trinity—Spadina issue de Fort York, St. Andrew—St. Patrick and Dovercourt |
| --------------------------------------------------------------------------------------- | ------------------------------------------------------------------------- | ------------------------------------------------------------------------- | ------------------------------------------------------------------------- | ------------------------------------------------------------------------- |
| 37e                                                                                     | 1999-2003                                                                 |                                                                           | Rosario Marchese                                                          | Néo-démocrate                                                             |
| 38e                                                                                     | 2003-2007                                                                 |                                                                           | Rosario Marchese                                                          | Néo-démocrate                                                             |
| 39e                                                                                     | 2007-2011                                                                 |                                                                           | Rosario Marchese                                                          | Néo-démocrate                                                             |
| 40e                                                                                     | 2011-2014                                                                 |                                                                           | Rosario Marchese                                                          | Néo-démocrate                                                             |
| 41e                                                                                     | 2014-2018                                                                 |                                                                           | Han Dong                                                                  | Libéral                                                                   |
| Circonscription dissoute dans Spadina—Fort York, University—Rosedale and Toronto-Centre |                                                                           |                                                                           |                                                                           |                                                                           |